# Wang Linwei
Wang Linwei (chiń. 王琳炜; pinyin Wáng Línwěi; ur. 29 sierpnia 1956) – chińska piłkarka ręczna, medalistka olimpijska.
Uczestniczka Letnich Igrzysk Olimpijskich 1984, podczas których reprezentacja Chin zdobyła brązowy medal. Wystąpiła we wszystkich pięciu spotkaniach tego turnieju (w tym przeciwko Stanom Zjednoczonym, RFN, Korei Południowej, Austrii i Jugosławii), strzelając osiem goli.